# Resposta de prevenção de interferência

Dois en vizinhos realizam a resposta de prevenção de interferência quando dois peixes com frequências semelhantes se encontram, um peixe altera sua frequência para cima e o outro altera sua frequência para baixo.

Uma resposta de prevenção de interferência (JAR, sigla do inglês Jamming Avoidance Response) é um comportamento de algumas espécies de peixes elétricos. Ocorre quando dois peixes elétricos com descargas em forma de onda se encontram – se suas frequências de descarga forem muito semelhantes, cada peixe desloca sua frequência de descarga para aumentar a diferença entre as duas. Ao fazer isso, ambos os peixes evitam a interferência de seu sentido de eletrorrecepção.
O comportamento foi mais intensamente estudado na espécie sul-americana Eigenmannia virescens [en]. Também está presente em outros Gymnotiformes como  Apteronotus, bem como na espécie africana Gymnarchus niloticus. A resposta de prevenção de interferência foi uma das primeiras respostas comportamentais complexas em um vertebrado a ter seu circuito neural completamente especificado. Como tal, ela possui um significado especial no campo da neuroetologia.

## Descoberta
A resposta de prevenção de interferência (JAR) foi descoberta por Akira Watanabe e Kimihisa Takeda em 1963. O peixe que eles usaram era uma espécie não especificada de  Eigenmannia, que tem uma descarga de onda quase sinusoidal de cerca de 300 Hz. Eles descobriram que quando um estímulo elétrico sinusoidal é emitido de um eletrodo perto do peixe, se a frequência do estímulo estiver dentro de 5 Hz da frequência de descarga do órgão elétrico (EOD) do peixe, o peixe altera sua frequência de EOD para aumentar a diferença entre sua própria frequência e a frequência do estímulo. Estímulos acima da frequência de EOD do peixe empurram a frequência de EOD para baixo, enquanto frequências abaixo da do peixe empurram a frequência de EOD para cima, com uma mudança máxima de cerca de ±6,5 Hz. Este comportamento recebeu o nome de "resposta de prevenção de interferência" vários anos depois, em 1972, em um artigo de Theodore Bullock [en], Robert Hamstra Jr. e Henning Scheich.

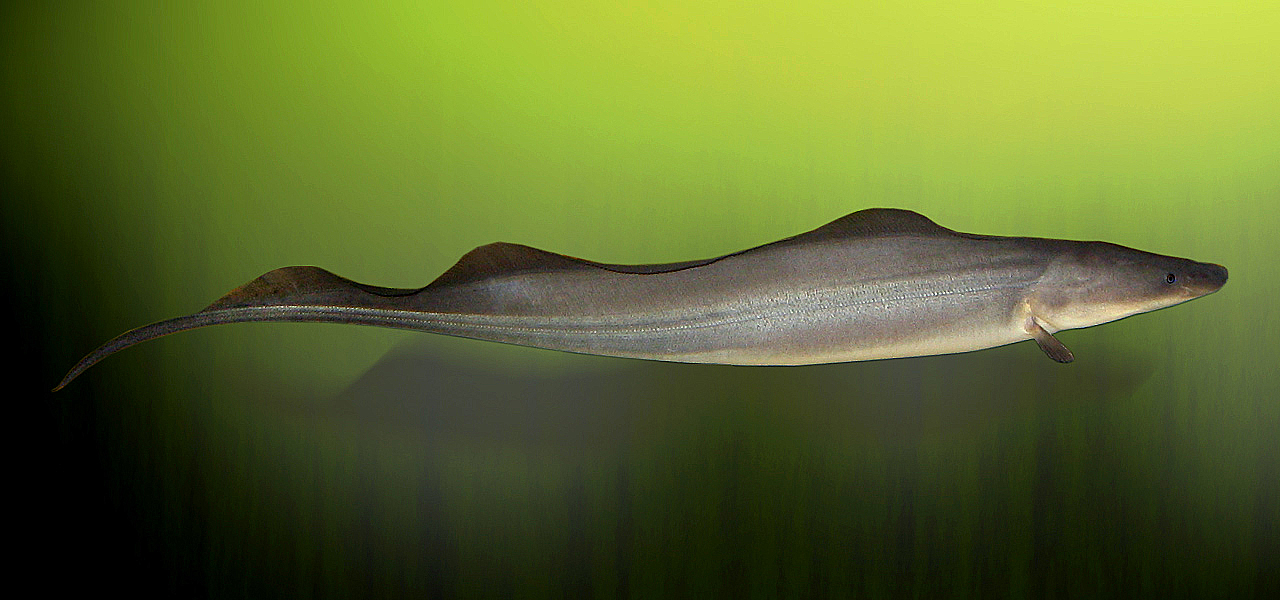
O Aba-aba africano também tem uma resposta para evitar o emaranhamento, que evoluiu de forma convergente.

Em 1975, Walter Heiligenberg [en] descobriu uma JAR no distantemente aparentado Gymnarchus niloticus, mostrando que o comportamento evoluiu convergentemente em duas linhagens separadas.

## Comportamento
Eigenmannia e outros peixes elétricos usam a eletrolocalização ativa – eles podem localizar objetos gerando um campo elétrico e detectando distorções no campo causadas pela interferência desses objetos. Peixes elétricos usam órgãos elétricos para criar campos elétricos, e detectam pequenas distorções desses campos usando órgãos eletrorreceptores especiais na pele. Todos os peixes com a JAR são peixes de descarga em onda que emitem descargas quase sinusoidais constantes. Para o gênero Eigenmannia, as frequências variam de 240 a 600 Hz. A frequência de EOD é muito estável, tipicamente com menos de 0,3% de variação em um período de 10 minutos.
Se um campo elétrico sinusoidal vizinho está descarregando perto da frequência de EOD do peixe, isso causa interferência que resulta em confusão sensorial no peixe, interferência suficiente para impedi-lo de eletrolocalizar de forma eficaz. Eigenmannia tipicamente está dentro do alcance do campo elétrico de três a cinco outros peixes da mesma espécie a qualquer momento. Se muitos peixes estiverem próximos uns dos outros, é benéfico para cada peixe distinguir entre seu próprio sinal e os dos outros; isso pode ser feito aumentando a diferença de frequência entre suas descargas. Portanto, parece ser a função da JAR evitar a confusão sensorial entre peixes vizinhos.
Para determinar quão próxima a frequência do estímulo está da frequência de descarga, o peixe compara as duas frequências usando seus órgãos eletrorreceptores, em vez de comparar a frequência de descarga com um marca-passo interno; em outras palavras, a JAR depende apenas de informações sensoriais. Isso foi determinado experimentalmente silenciando o órgão elétrico de um peixe com curare e, em seguida, estimulando o peixe com duas frequências externas. A JAR, medida a partir dos neurônios eletromotores na medula espinhal, dependia apenas das frequências dos estímulos externos, e não da frequência do marca-passo.

## Neurobiologia

### Via emEigenmannia(Gymnotiformes)
A maior parte da via da JAR nos Gymnotiformes sul-americanos foi elucidada usando Eigenmannia virescens como um sistema modelo.

#### Codificação sensorial

Codificação sensorial Eigenmannia para resposta de prevenção de interferência. O peixe evita interferências em seu sinal de eletrolocalização alterando sua frequência quando um sinal de interferência é detectado. Isso é mediado por um en da unidade T, que dispara na frequência do sinal, e um receptor tuberoso da unidade P, que dispara mais rapidamente perto do pico do ciclo de batimento causado pela interferência de dois sinais com frequências semelhantes.

Quando a frequência do estímulo e a frequência de descarga estão próximas uma da outra, as duas ondas de amplitude-tempo sofrem interferência, e os órgãos eletrorreceptores percebem uma única onda com uma frequência intermediária. Além disso, a onda combinada estímulo-EOD tem um padrão de batimento, com a frequência do batimento igual à diferença de frequência entre o estímulo e o EOD.
Gymnotiformes têm duas classes de órgãos eletrorreceptores, os receptores ampulares e os  receptores tuberosos. Os receptores ampulares respondem a estimulação de baixa frequência, inferior a 40 Hz, e seu papel na JAR é atualmente desconhecido. Os receptores tuberosos respondem a frequências mais altas, disparando melhor perto da frequência normal de EOD do peixe. Os próprios receptores tuberosos têm dois tipos, a unidade T e a unidade P. A unidade T (T de tempo, significando fase no ciclo) dispara sincronicamente com a frequência do sinal, disparando um pico em cada ciclo da forma de onda. As unidades P (P de probabilidade) tendem a disparar quando a amplitude aumenta e disparam menos quando ela diminui. Em condições de interferência, a unidade P dispara nos picos de amplitude do ciclo de batimento, onde as duas ondas interferem construtivamente. Assim, um sinal combinado estímulo-EOD faz com que as unidades T disparem na frequência intermediária, e faz com que o disparo da unidade P aumente e diminua periodicamente com o batimento.

#### Processamento no cérebro
As unidades T codificadoras de tempo convergem para neurônios chamados células esféricas no lobo da linha lateral eletrossensorial. Ao combinar informações de múltiplas unidades T, a célula esférica é ainda mais precisa em sua codificação de tempo. As unidades P codificadoras de amplitude convergem para células piramidais, também no lobo da linha lateral eletrossensorial. Existem dois tipos de células piramidais: unidades E excitatórias, que disparam mais quando estimuladas por unidades P, e unidades I inibitórias, que disparam menos quando estimuladas por interneurônios inibitórios ativados por unidades P.
Células esféricas e células piramidais então se projetam para o torus semicircularis, uma estrutura com muitas lâminas (camadas) no mesencéfalo. As informações de fase e amplitude são integradas aqui para determinar se a frequência do estímulo é maior ou menor que a frequência do EOD. Neurônios seletivos de sinal nas camadas mais profundas do torus semicircularis são seletivos para se a diferença de frequência é positiva ou negativa; qualquer célula seletiva de sinal dispara em um caso, mas não no outro.

#### Saída
As células seletivas de sinal fornecem entrada para o núcleo eletrossensório no diencéfalo, que então se projeta para duas vias diferentes. Neurônios seletivos para uma diferença positiva (estímulo maior que EOD) estimulam o núcleo pré-marca-passo, enquanto neurônios seletivos para uma diferença negativa (estímulo menor que EOD) inibem o núcleo pré-marca-passo sublemniscal. Ambos os núcleos pré-marca-passo enviam projeções para o núcleo marca-passo, que, em última análise, controla a frequência do EOD.

### Via emGymnarchus(Osteoglossiformes)
A via neural da JAR em Gymnarchus é quase idêntica à de Gymnotiformes, com algumas pequenas diferenças. As unidades S em Gymnarchus são codificadoras de tempo, como as unidades T em Gymnotiformes. As unidades O codificam a intensidade do sinal, como as unidades P em Gymnotiformes, mas respondem a uma faixa mais estreita de intensidades. Em Gymnarchus, as diferenças de fase entre o EOD e o estímulo são calculadas no lobo da linha lateral eletrossensorial, em vez de no torus semicircularis.

## Filogenia e evolução dos peixes fraco-elétricos
Existem duas ordens principais de peixes elétricos, Gymnotiformes da América do Sul e Osteoglossiformes da África. A eletrorrecepção muito provavelmente surgiu independentemente nas duas linhagens. Os peixes elétricos são, em sua maioria, de descarga em pulso, que não realizam a JAR, enquanto alguns são de descarga em onda. A descarga em onda evoluiu em dois táxons: a superfamília Apteronotoidea (ordem Gymnotiformes) e a espécie Gymnarchus niloticus (ordem Osteoglossiformes). Gêneros notáveis em Apteronotoidea que realizam a JAR incluem  Eigenmannia e  Apteronotus. Embora tenham evoluído a JAR separadamente, os táxons sul-americanos e africanos evoluíram convergentemente mecanismos computacionais neurais e respostas comportamentais quase idênticos para evitar a interferência, com apenas pequenas diferenças. A filogenia dos clados de peixes elétricos, omitindo peixes não elétricos e fortemente elétricos, mostra os principais eventos em sua evolução. Abaixo, “sp” significa “uma espécie”, “spp” significa “várias espécies” e "ma" significa "milhões de anos".
| Mormyridae   | Mormyridae (~200 spp) Pulso: |
| tuberoso     | Mormyridae (~200 spp) Pulso: |
| Gymnarchidae | Aba-aba (1 sp) Onda:         |
| tuberoso     | Aba-aba (1 sp) Onda:         |

| Peixes‑faca sul‑americanos | (>100 spp) Onda: |
|                            | (>100 spp) Onda: |

| Peixe-gato elétrico | (11 spp) Pulso: |
|                     | (11 spp) Pulso: |

| Peixes‑faca sul‑americanos | (>100 spp) Onda: |
|                            | (>100 spp) Onda: |

| Peixe-gato elétrico | (11 spp) Pulso: |
|                     | (11 spp) Pulso: |

| Peixes‑faca sul‑americanos | (>100 spp) Onda: |
|                            | (>100 spp) Onda: |

| Peixe-gato elétrico | (11 spp) Pulso: |
|                     | (11 spp) Pulso: |

| Peixes‑faca sul‑americanos | (>100 spp) Onda: |
|                            | (>100 spp) Onda: |

| Peixe-gato elétrico | (11 spp) Pulso: |
|                     | (11 spp) Pulso: |

| Mormyridae   | Mormyridae (~200 spp) Pulso: |
| tuberoso     | Mormyridae (~200 spp) Pulso: |
| Gymnarchidae | Aba-aba (1 sp) Onda:         |
| tuberoso     | Aba-aba (1 sp) Onda:         |

| Peixes‑faca sul‑americanos | (>100 spp) Onda: |
|                            | (>100 spp) Onda: |

| Peixe-gato elétrico | (11 spp) Pulso: |
|                     | (11 spp) Pulso: |

| Peixes‑faca sul‑americanos | (>100 spp) Onda: |
|                            | (>100 spp) Onda: |

| Peixe-gato elétrico | (11 spp) Pulso: |
|                     | (11 spp) Pulso: |

| Peixes‑faca sul‑americanos | (>100 spp) Onda: |
|                            | (>100 spp) Onda: |

| Peixe-gato elétrico | (11 spp) Pulso: |
|                     | (11 spp) Pulso: |

| Peixes‑faca sul‑americanos | (>100 spp) Onda: |
|                            | (>100 spp) Onda: |

| Peixe-gato elétrico | (11 spp) Pulso: |
|                     | (11 spp) Pulso: |

| Mormyridae   | Mormyridae (~200 spp) Pulso: |
| tuberoso     | Mormyridae (~200 spp) Pulso: |
| Gymnarchidae | Aba-aba (1 sp) Onda:         |
| tuberoso     | Aba-aba (1 sp) Onda:         |

| Peixes‑faca sul‑americanos | (>100 spp) Onda: |
|                            | (>100 spp) Onda: |

| Peixe-gato elétrico | (11 spp) Pulso: |
|                     | (11 spp) Pulso: |

| Peixes‑faca sul‑americanos | (>100 spp) Onda: |
|                            | (>100 spp) Onda: |

| Peixe-gato elétrico | (11 spp) Pulso: |
|                     | (11 spp) Pulso: |

| Peixes‑faca sul‑americanos | (>100 spp) Onda: |
|                            | (>100 spp) Onda: |

| Peixe-gato elétrico | (11 spp) Pulso: |
|                     | (11 spp) Pulso: |

| Peixes‑faca sul‑americanos | (>100 spp) Onda: |
|                            | (>100 spp) Onda: |

| Peixe-gato elétrico | (11 spp) Pulso: |
|                     | (11 spp) Pulso: |

| Mormyridae   | Mormyridae (~200 spp) Pulso: |
| tuberoso     | Mormyridae (~200 spp) Pulso: |
| Gymnarchidae | Aba-aba (1 sp) Onda:         |
| tuberoso     | Aba-aba (1 sp) Onda:         |

| Peixes‑faca sul‑americanos | (>100 spp) Onda: |
|                            | (>100 spp) Onda: |

| Peixe-gato elétrico | (11 spp) Pulso: |
|                     | (11 spp) Pulso: |

| Peixes‑faca sul‑americanos | (>100 spp) Onda: |
|                            | (>100 spp) Onda: |

| Peixe-gato elétrico | (11 spp) Pulso: |
|                     | (11 spp) Pulso: |

| Peixes‑faca sul‑americanos | (>100 spp) Onda: |
|                            | (>100 spp) Onda: |

| Peixe-gato elétrico | (11 spp) Pulso: |
|                     | (11 spp) Pulso: |

| Peixes‑faca sul‑americanos | (>100 spp) Onda: |
|                            | (>100 spp) Onda: |

| Peixe-gato elétrico | (11 spp) Pulso: |
|                     | (11 spp) Pulso: |

| Mormyridae   | Mormyridae (~200 spp) Pulso: |
| tuberoso     | Mormyridae (~200 spp) Pulso: |
| Gymnarchidae | Aba-aba (1 sp) Onda:         |
| tuberoso     | Aba-aba (1 sp) Onda:         |

| Peixes‑faca sul‑americanos | (>100 spp) Onda: |
|                            | (>100 spp) Onda: |

| Peixe-gato elétrico | (11 spp) Pulso: |
|                     | (11 spp) Pulso: |

| Peixes‑faca sul‑americanos | (>100 spp) Onda: |
|                            | (>100 spp) Onda: |

| Peixe-gato elétrico | (11 spp) Pulso: |
|                     | (11 spp) Pulso: |

| Peixes‑faca sul‑americanos | (>100 spp) Onda: |
|                            | (>100 spp) Onda: |

| Peixe-gato elétrico | (11 spp) Pulso: |
|                     | (11 spp) Pulso: |

| Peixes‑faca sul‑americanos | (>100 spp) Onda: |
|                            | (>100 spp) Onda: |

| Peixe-gato elétrico | (11 spp) Pulso: |
|                     | (11 spp) Pulso: |

| Mormyridae   | Mormyridae (~200 spp) Pulso: |
| tuberoso     | Mormyridae (~200 spp) Pulso: |
| Gymnarchidae | Aba-aba (1 sp) Onda:         |
| tuberoso     | Aba-aba (1 sp) Onda:         |

| Peixes‑faca sul‑americanos | (>100 spp) Onda: |
|                            | (>100 spp) Onda: |

| Peixe-gato elétrico | (11 spp) Pulso: |
|                     | (11 spp) Pulso: |

| Peixes‑faca sul‑americanos | (>100 spp) Onda: |
|                            | (>100 spp) Onda: |

| Peixe-gato elétrico | (11 spp) Pulso: |
|                     | (11 spp) Pulso: |

| Peixes‑faca sul‑americanos | (>100 spp) Onda: |
|                            | (>100 spp) Onda: |

| Peixe-gato elétrico | (11 spp) Pulso: |
|                     | (11 spp) Pulso: |

| Peixes‑faca sul‑americanos | (>100 spp) Onda: |
|                            | (>100 spp) Onda: |

| Peixe-gato elétrico | (11 spp) Pulso: |
|                     | (11 spp) Pulso: |

| Mormyridae   | Mormyridae (~200 spp) Pulso: |
| tuberoso     | Mormyridae (~200 spp) Pulso: |
| Gymnarchidae | Aba-aba (1 sp) Onda:         |
| tuberoso     | Aba-aba (1 sp) Onda:         |

| Peixes‑faca sul‑americanos | (>100 spp) Onda: |
|                            | (>100 spp) Onda: |

| Peixe-gato elétrico | (11 spp) Pulso: |
|                     | (11 spp) Pulso: |

| Peixes‑faca sul‑americanos | (>100 spp) Onda: |
|                            | (>100 spp) Onda: |

| Peixe-gato elétrico | (11 spp) Pulso: |
|                     | (11 spp) Pulso: |

| Peixes‑faca sul‑americanos | (>100 spp) Onda: |
|                            | (>100 spp) Onda: |

| Peixe-gato elétrico | (11 spp) Pulso: |
|                     | (11 spp) Pulso: |

| Peixes‑faca sul‑americanos | (>100 spp) Onda: |
|                            | (>100 spp) Onda: |

| Peixe-gato elétrico | (11 spp) Pulso: |
|                     | (11 spp) Pulso: |

| Mormyridae   | Mormyridae (~200 spp) Pulso: |
| tuberoso     | Mormyridae (~200 spp) Pulso: |
| Gymnarchidae | Aba-aba (1 sp) Onda:         |
| tuberoso     | Aba-aba (1 sp) Onda:         |

| Peixes‑faca sul‑americanos | (>100 spp) Onda: |
|                            | (>100 spp) Onda: |

| Peixe-gato elétrico | (11 spp) Pulso: |
|                     | (11 spp) Pulso: |

| Peixes‑faca sul‑americanos | (>100 spp) Onda: |
|                            | (>100 spp) Onda: |

| Peixe-gato elétrico | (11 spp) Pulso: |
|                     | (11 spp) Pulso: |

| Peixes‑faca sul‑americanos | (>100 spp) Onda: |
|                            | (>100 spp) Onda: |

| Peixe-gato elétrico | (11 spp) Pulso: |
|                     | (11 spp) Pulso: |

| Peixes‑faca sul‑americanos | (>100 spp) Onda: |
|                            | (>100 spp) Onda: |

| Peixe-gato elétrico | (11 spp) Pulso: |
|                     | (11 spp) Pulso: |